# Mirabilicoxa tenuipes
Mirabilicoxa tenuipes är en kräftdjursart som först beskrevs av Yakov Avadievich Birstein 1970.  Mirabilicoxa tenuipes ingår i släktet Mirabilicoxa och familjen Desmosomatidae. Inga underarter finns listade i Catalogue of Life.